# Stor-Skallsjön
Stor-Skallsjön är en sjö i Ragunda kommun i Jämtland och ingår i Indalsälvens huvudavrinningsområde. Sjön har en area på 1,34 kvadratkilometer och ligger 369 meter över havet. Sjön avvattnas av vattendraget Borgan.

## Delavrinningsområde
Stor-Skallsjön ingår i det delavrinningsområde (704144-149735) som SMHI kallar för Utloppet av Stor-Skallsjön. Medelhöjden är 397 meter över havet och ytan är 8,92 kvadratkilometer. Det finns inga avrinningsområden uppströms utan avrinningsområdet är högsta punkten. Borgan som avvattnar avrinningsområdet har biflödesordning 3, vilket innebär att vattnet flödar genom totalt 3 vattendrag innan det når havet efter 190 kilometer. Avrinningsområdet består mestadels av skog (73 procent). Avrinningsområdet har 1,43 kvadratkilometer vattenytor vilket ger det en sjöprocent på 16,1 procent.